# Call of Duty: WWII
Call of Duty: WWII je akční FPS videohra vyvinutá studiem Sledgehammer Games a distribuovaná společností Activision pro platformy Microsoft Windows, PlayStation 4, Xbox One. Jedná se o čtrnáctý hlavní díl série a první díl odehrávající se během 2. světové války od hry Call of Duty: World at War z roku 2008.
Hra byla ohlášena 21. dubna 2017 s trailerem, který byl vydán 26. dubna 2017. Světové vydání hry se uskutečnilo 3. listopadu 2017.